# Morten Vinje
Morten Vinje (Nanset, 5 luglio 1956) è un ex calciatore norvegese, di ruolo difensore.

## Carriera

### Club
Vinje vestì le maglie di Larvik Turn, Skeid e Moss. Con quest'ultima squadra, vinse la Coppa di Norvegia 1983.

### Nazionale
Conta 15 partite per la Norvegia. Esordì il 16 maggio 1979, quando fu titolare nel pareggio a reti inviolate contro l'Irlanda.

## Palmarès

### Club

#### Competizioni nazionali
- Coppa di Norvegia: 1

Moss: 1983